# Ratusz w Kiszyniowie
Ratusz w Kiszyniowie – siedziba władz miejskich Kiszyniowa, położona przy bulwarze Stefana Wielkiego. Budynek wpisany do rejestru zabytków historii i architektury Mołdawii.

## Historia

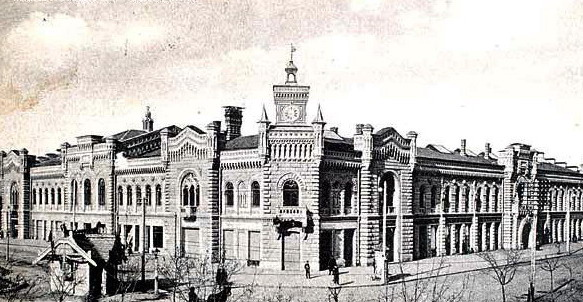
Ratusz na pocz. XX wieku

Pod koniec XIX w. burmistrz Kiszyniowa Karl Szmidt wystąpił z inicjatywą wzniesienia nowego budynku dla Dumy Miejskiej, na działce przy głównym miejskim bulwarze zajmowanej dotąd przez magazyn straży pożarnej. Wykonanie projektu obiektu zostało powierzone ówczesnemu architektowi miejskiemu Mitrofanowi Elladiemu, do współpracy z którym zaproszono Aleksandra Bernardazziego. Gotowa siedziba Dumy została otwarta w 1901 r., po trzyletnich pracach budowlanych. 
Budynek od momentu otwarcia niezmiennie pełni funkcję siedziby władz miejskich. W grudniu 1917 r. odbyła się w nim konferencja bolszewików frontu rumuńskiego
W 1941 r., gdy Kiszyniów opuszczały wojska radzieckie, budynek został wysadzony w powietrze. Po wejściu do miasta wojsk rumuńskich został odrestaurowany (prace zakończone w 1944 r.), jednak podczas bombardowania Kiszyniowa w toku operacji jasko-kiszyniowskiej (w sierpniu 1944) ponownie został obrócony w ruinę. Odbudową w latach 1946–1948 kierował Robert Kurtz, opierając się na zachowanych fotografiach budynku. Od 1951 r. w obiekcie ponownie mają swoją siedzibę władze Kiszyniowa – mer (primar) i rada miejska.
Od 1951 r. kiszyniowski ratusz nie był remontowany i stopniowo jego stan techniczny pogarszał się. Rezygnację z renowacji uzasadniano brakiem funduszy. Dopiero na początku 2018 r. p.o. mera Kiszyniowa Silvia Radu ogłosiła, że planowane jest odnowienie elewacji budynku.

## Architektura

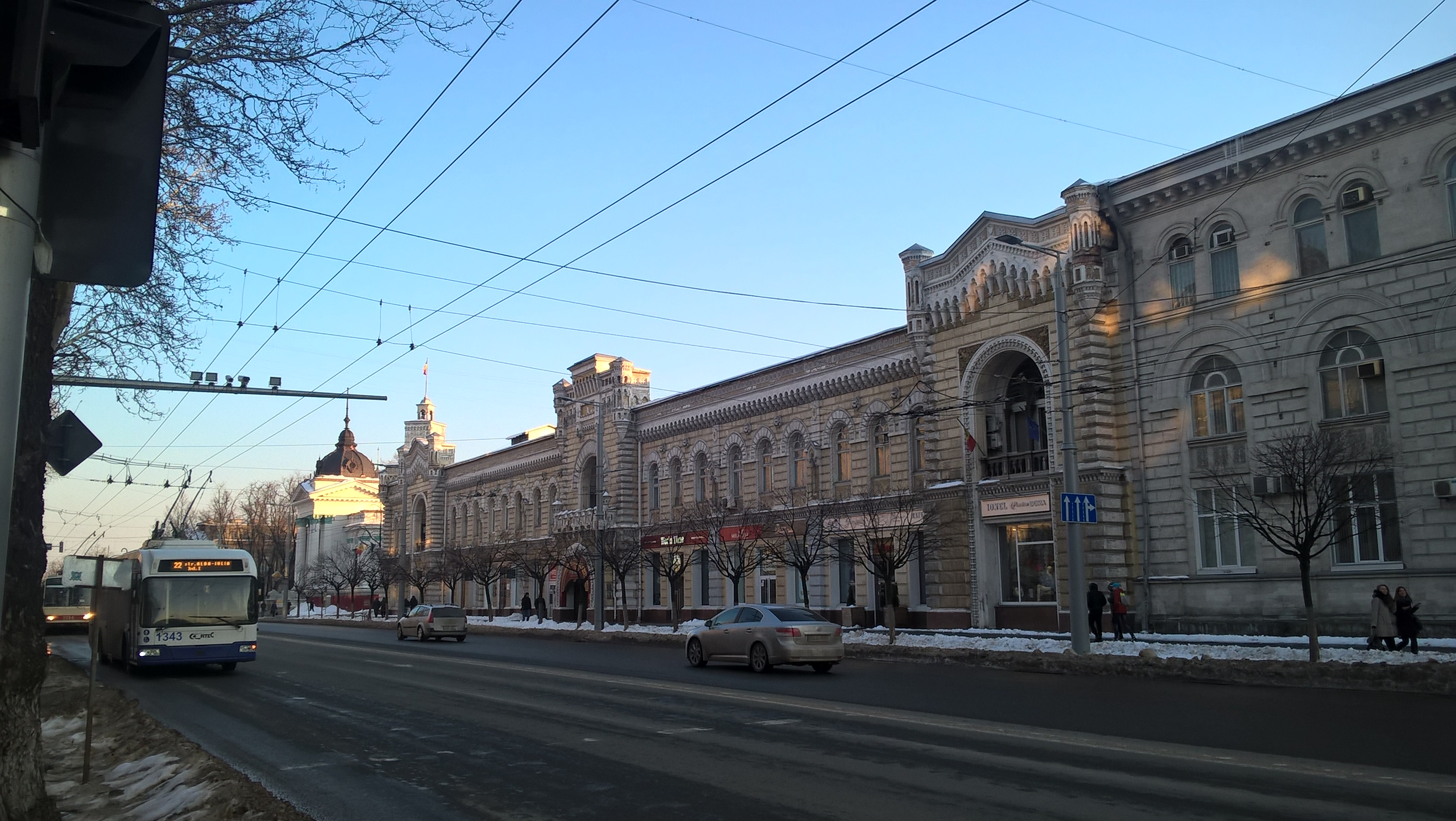
Ratusz od strony bulwaru Stefana Wielkiego, dalej widoczna Sala Organowa

Budynek został wzniesiony w stylu eklektycznym z wyraźnymi wpływami toskańskiego gotyku i renesansu, widocznymi w dekoracji zewnętrznej. Zajmuje parcelę między bulwarem Stefana Wielkiego a ul. Vlaicu Pîrcălaba. Główne wejście do ratusza prowadzi przez ryzalit usytuowany w narożniku budowli, zwieńczony wieżą z zegarem. Nad wejściem znajduje się balkon. Budynek ma wewnętrzny dziedziniec. Na pierwszej kondygnacji ratusza od otwarcia budynku znajdowały się sklepy, na piętrze – gabinety, sala posiedzeń i biura urzędników.